# هنیگ براند

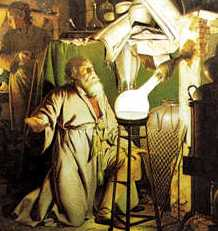

هنیگ(هنیش) براند (آلمانی: Hennig Brand؛ زاده ح. ۱۶۳۰ – درگذشته ح. ۱۶۹۲ یا ح. ۱۷۱۰) یک کیمیاگر علاقمند به فلسفه اهل آلمان بود. وی کاشف فسفر است.
وی تصور داشت انسان از دنیا بهتر است ، پس هر چیز در دنیا در بدن انسان هم هست .
چون کیمیاگر و به دنبال طلا بود ، به سراغ ادرار رفت . آن را جوشاند تا به خمیر سفید رسید . آن را آتش زد .
شعله ی سردی داشت و رنگش آبی بود برای همین اسم آن را Icy Nuktaluka گذاشت که این نور فسفر بود .